# Itziar Ziga
Itziar Ziga Guindo (Rentería, País Vasco, España 1974) es una activista feminista y periodista.

## Trayectoria
Itziar Ziga creció en un barrio de bloques de Rentería. Licenciada en Ciencias de la Comunicación. Ha estado involucrada en diferentes actividades y asociaciones parapolíticas como el Front d'Alliberament Gai de Catalunya, el movimiento de apoyo a los presos del 4F y en el desaparecido grupo feminista ex_dones. Tras licenciarse en periodismo y emigrar a Barcelona, donde trabajó en empleos de los más precarios, ejerció como reportera en el extinguido periódico de mujeres Andra durante tres años. Actualmente tiene una sección fija en la revista de teoría del género Parole de Queer y participa activamente en diferentes movimientos transfeministas. También escribe en el blog Hasta la limusina siempre y colabora con el grupo de producción de postporno "PostOp".

## Obras
- Dels drets a les llibertats, Virus, Barcelona, 2008 (en colaboración con otros, en conmemoración del FAGC).
- Devenir perra, Melusina, Barcelona, 2009.[2]
- Un zulo propio, Melusina, Barcelona, 2010.
- Glamur i resistència, El Tangram, Barcelona, 2011.
- El género desordenado, Egalés, Barcelona-Madrid, 2010.[3]
- Sexual Herria, Txalaparta, Tafalla, 2011.[4]
- Malditas, Txalaparta, 2014.[5]
- La feliz y violenta vida de Maribel Ziga, Melusina , 2020.